# 岡儀平
岡 儀平（おか ぎへい、1883年1月30日 - 1991年9月28日）は、かつて男性長寿日本一だった栃木県小山市の人物。

## 人物
小山市生まれ。20代で小山駅前に下駄屋を開店。その後靴店に衣替えし、70代まで現役として働いた。子供4人、孫13人、ひ孫17人に恵まれた。108歳になっても「高下駄づくりは難しい」と当時の思い出を話すこともあった。
108歳の誕生日時点では、朝食を介助を受けながらもしっかり食べ、新聞を30分ほどかけて読む生活であった。「お茶か水がほしい。年寄りの冷や水というからな」と冗談を飛ばす程であった。
誕生日には孫・ひ孫のうち15人が参加し、ロウソクをしっかり吹き消した。そして孫たちの励ましにもと笑顔でこたえた。
1991年6月18日に福岡県の原志免太郎が死去し、男性長寿日本一になった。同年9月28日に老衰により自宅で108歳で死去。岡の死去により、渡名喜元完が男性長寿日本一となった。